# Gentilhombre de entrada
El gentilhombre de entrada (también gentilhombre de cámara con entrada o gentilhombre con entrada) es un antiguo empleo y clase palatina de la corte española.

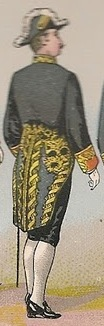
Uniforme de gentilhombre de entrada.

## Historia
Su nombre se debe a que gozaban del privilegio de entrar hasta la conocida como sala de grandes y no hasta la cámara como otros gentileshombres de cámara. Esta clase a principios del siglo XVII para distinguirse de los gentileshombres de cámara honorarios, ya que estos solo gozaban con el privilegio de portar la llave propia de la dignidad.
Desde el último cuarto del siglo XIX, coincidiendo con la Restauración, se otorgaba a personajes de relieve como militares de alta graduación.

## Descripción
Como otros cargos palatinos, los gentileshombres de entrada contaban con un uniforme propio y su posición estaba regida por la etiqueta. Dependían del Sumiller de Corps y formaban parte de la cámara.
El nombre era un acortamiento del de gentilhombre de la cámara con entrada, para diferenciarlos de los gentileshombres de la cámara honorarios, que solo gozaban de la llave, símbolo propio de los gentileshombres de cámara.
Existían dos tipos: 
- aquellos que tenían señalada servidumbre señalada, por ejemplo, la del monarca;
- aquellos sin servidumbre.[7]